# Liu Jing (zwemster)
Liu Jing (Peking, 8 maart 1990) is een Chinese zwemster. Ze vertegenwoordigde haar vaderland op de Olympische Zomerspelen 2008 in Peking en op de Olympische Zomerspelen 2012 in Londen.

## Zwemcarrière
Bij haar internationale debuut, op de Pan Pacific kampioenschappen zwemmen 2006 in Victoria, eindigde Liu als dertiende op de 400 meter wisselslag en als vijftiende op de 200 meter wisselslag.
Op de wereldkampioenschappen kortebaanzwemmen 2008 in Manchester eindigde de Chinese als zevende op de 200 meter wisselslag en werd ze uitgeschakeld in de halve finales van de 100 meter wisselslag, op de 200 meter rugslag en de 400 meter wisselslag overleefde ze de series niet. Samen met Zhu Qianwei, Ha Sinan en Mi Mengjiao eindigde ze als vijfde op de 4x200 meter vrije slag. Tijdens de Olympische Zomerspelen van 2008 in Peking strandde Liu in de series van de 400 meter wisselslag, haar enige onderdeel.
In Rome nam de Chinese deel aan de Wereldkampioenschappen zwemmen 2009, op dit toernooi werd ze uitgeschakeld in de halve finales van de 200 meter wisselslag en gediskwalificeerd in de series van de 400 meter wisselslag. Op de 4x200 meter vrije slag veroverde ze samen met Yang Yu, Zhu Qianwei en Pang Jiaying de wereldtitel, het kwartet verbeterde tevens het wereldrecord.
Tijdens de Aziatische Spelen 2010 in Guangzhou behaalde ze de zilveren medaille op de 400 meter vrije slag, op de 4x200 meter vrije slag legde ze samen met Zhu Qianwei, Wang Shijia en Tang Yi beslag op de gouden medaille. Op de wereldkampioenschappen kortebaanzwemmen 2010 in Dubai eindigde Liu als derde in de halve finales van de 100 meter wisselslag, maar zegde ze af voor de finales. Samen met Chen Qian, Tang Yi en Zhu Qianwei sleepte ze de wereldtitel in de wacht op de 4x200 meter vrije slag, het viertal zwom tevens een nieuw wereldrecord.
In Shanghai nam ze deel aan de wereldkampioenschappen zwemmen 2011. Op dit toernooi veroverde ze samen met Chen Qian, Pang Jiaying en Tang Yi de bronzen medaille op de 4x200 meter vrije slag.
Tijdens de Olympische Zomerspelen van 2012 in Londen eindigde Liu samen met Wang Shijia, Ye Shiwen en Tang Yi als zesde op de 4x200 meter vrije slag.

## Internationale toernooien
| Jaar | Olympische Spelen    | WK langebaan                                                 | WK kortebaan                                                                                     | PanPacs                                 | Aziatische Spelen                   |
| ---- | -------------------- | ------------------------------------------------------------ | ------------------------------------------------------------------------------------------------ | --------------------------------------- | ----------------------------------- |
| 2006 |                      |                                                              | geen deelname                                                                                    | 15e 200m wisselslag 13e 400m wisselslag | geen deelname                       |
| 2007 |                      | geen deelname                                                |                                                                                                  |                                         |                                     |
| 2008 | 25e 400m wisselslag  |                                                              | 15e 200m rugslag 15e 100m wisselslag 7e 200m wisselslag 11e 400m wisselslag 5e 4x200m vrije slag |                                         |                                     |
| 2009 |                      | 10e 200m wisselslag · DQ 400m wisselslag · 4x200m vrije slag |                                                                                                  |                                         |                                     |
| 2010 |                      |                                                              | 9e 100m wisselslag · 4x200m vrije slag                                                           | geen deelname                           | 400m vrije slag · 4x200m vrije slag |
| 2011 |                      | 4x200m vrije slag                                            |                                                                                                  |                                         |                                     |
| 2012 | 6e 4x200m vrije slag |                                                              | geen deelname                                                                                    |                                         |                                     |

## Persoonlijke records
Bijgewerkt tot en met 16 december 2010
Kortebaan
| Afstand         | Tijd    | Datum            | Plaats |
| --------------- | ------- | ---------------- | ------ |
| 200m vrije slag | 1.54,79 | 12 oktober 2010  | Peking |
| 100m wisselslag | 59,36   | 16 december 2010 | Dubai  |
| 200m wisselslag | 2.10,49 | 22 februari 2009 | Tokio  |
| 400m wisselslag | 4.33,29 | 21 februari 2009 | Tokio  |

Langebaan
| Afstand         | Tijd    | Datum           | Plaats   |
| --------------- | ------- | --------------- | -------- |
| 200m vrije slag | 1.57,69 | 1 april 2009    | Shaoxing |
| 200m wisselslag | 2.11,05 | 26 juli 2009    | Rome     |
| 400m wisselslag | 4.44,96 | 9 augustus 2008 | Peking   |